# Mick Hopkins
Mick Hopkins (Birmingham, 3 gennaio 1946) è un chitarrista britannico.

## Biografia
Iniziò la carriera nei primi anni sessanta, suonando in numerosi gruppi british blues di Birmingham tra cui i Wages of Sin, fondati nel 1965 assieme a John Bonham e divenuti, dopo alcuni cambi di denominazione, band di supporto per Cat Stevens. Dopo aver suonato per un breve periodo nei Copperfield, nei primi anni settanta Hopkins svolgerà l'attività di turnista suonando per sei mesi con la band canadese dei Fludd per poi passare ai The Idle Race dove rimpiazzerà Jeff Lynne e inciderà l'album Time Is del 1971.
Nel 1974, assieme ad alcuni musicisti provenienti da band del luogo (tra cui l'ex membro dei Copperfield Derek Arnold e Geoff Nicholls, già tastierista dei The World of Oz) Hopkins fondò i Bandy Legs, rinominatisi Quartz alla vigilia dell'esordio discografico avvenuto nel 1977 grazie all'interessamento della Jet Records e alla collaborazione con Tony Iommi. Dopo la pubblicazione di due album e aver riscosso una certa visibilità grazie alle partecipazioni come band di supporto di gruppi come Black Sabbath e AC/DC, i Quartz si scioglieranno nel 1983. Di lì in poi Hopkins lavorerà per l'etichetta Reddington Rare Records tentando più volte di riunire i Copperfield (con cui registrerà del materiale rimasto inedito) e i Quartz (che, dopo un tentativo nel 1996, riprenderanno l'attività nel 2011).

## Discografia

### The Idle Race
- 1971 - Time Is

### Quartz
- 1977 - Quartz
- 1980 - Stand Up and Fight
- 1980 - Live Quartz
- 1983 - Against All Odds